# Église Saint-Genès d'Arzens
L'église Saint-Genès d'Arzens est une église située en France sur la commune d'Arzens, dans le département de l'Aude en région Occitanie.
L'Église (à l'exception du porche de la sacristie axiale et de la travée occidentale) a été inscrite au titre des monuments historiques en 1948.

## Localisation
L'église est située sur la commune d'Arzens, dans le département français de l'Aude.

## Historique
L'édifice est inscrit au titre des monuments historiques en 1948.
On peut ajouter que le clocher occupe la porte fortifiée qui donnait accès à l'oppidum d'Arzens. Le nom même d'Arzens contient un radical relatif à l'ours. Soit qu'il y ait eu des ours en abondance soit qu'un des chefs locaux ait eu un patronyme de cet ordre.